# Vita politica dei Casa
Vita politica dei Casa è l'album studio d'esordio del gruppo italiano Casa, pubblicato nel 2007.

## Il disco
È l'unico album del gruppo suonato senza l'ausilio di ospiti esterni. È stato pubblicato il videoclip della canzone Tutti impazziscono per i tuoi occhi di cammello ma lui no. Mozo omaggia il personaggio omonimo che compare nella canzone On the air di Peter Gabriel. Un estratto del basso di Senza titolo è stato inserito al termine del brano Morton nell'album Crescere un figlio per educarne cento del 2012.

## Tracce
1. Tutti impazziscono per i tuoi occhi di cammello ma lui no – 3:02
2. Balletto automatico – 6:12
3. Mozo – 2:30
4. Terry Riley – 5:00
5. Terry Riley (reprise) – 5:00
6. Senza titolo – 3:46

## Formazione
- Filippo Bordignon - voce
- Alessandro Milan - basso
- Federico Pellizzari - batteria
- Francesco Spinelli - chitarra